# Голодковская, Галина Андреевна
Галина Андреевна Голодковская (11 марта 1927, деревня Точна, Смоленская губерния — 16 января 2011, Москва) — советский инженер-геолог, доктор геолого-минералогических наук (1968), профессор кафедры инженерной и экологической геологии геологического факультета МГУ им. М. В. Ломоносова (1969), Заслуженный профессор МГУ (1996), лауреат Государственной премии СССР (1988), Государственной научной стипендии «Выдающиеся ученые России» (1995), Заслуженный деятель науки РФ (1993), ветеран труда.

## Биография
Родилась в семье служащих. В 1948 году с отличием окончила кафедру грунтоведения геологического факультета МГУ, получив квалификацию геолог-гидрогеолог, и поступила в аспирантуру факультета. 
С 1954 года работала на кафедре грунтоведения и инженерной геологии геологического факультета МГУ (позднее — кафедра инженерной и экологической геологии) ассистентом, доцентом (с 1959), профессором (с 1969). В 1958 году защитила кандидатскую диссертацию на тему: «Геологическая история формирования оползневых склонов Горьковско-Чебоксарского правобережья р. Волги и их инженерно-геологическая характеристика», выполненную под руководством И. В. Попова.
В 1968 году защитила докторскую диссертацию на тему: «Региональное инженерно-геологическое изучение территории на основе геолого-структурного анализа (на примере отдельных регионов Восточной Сибири)» (оппоненты: Л. Д. Белый, А. А. Богданов, Н. В. Коломенский), в которой была установлена и доказана зависимость между инженерно-геологическими характеристиками грунтов и принадлежностью их к различным геоструктурным элементам земной коры в конкретных региональных условиях; показано, что связь закономерностей распространения формаций с общностью строения, состава и инженерно-геологических свойств слагающих их пород выявляется при районировании, основанном на тектонических чертах строения территории.

## Научно-педагогическая деятельность
Внесла существенный вклад в инженерную геодинамику и региональную инженерную геологию. Основные направления научной деятельности Г. А. Голодковской были связаны с инженерно-геологическим изучением скальных массивов горных пород в связи с разведкой и разработкой месторождений полезных ископаемых и др. видами подземного строительства; разработкой теории и методов специального инженерно-геологического районирования и картирования территорий для различных видов хозяйственного освоения, рационального использования и охраны геологической среды; разработкой учения об инженерно-геологических формациях. Г. А. Голодковской было установлено и доказано влияние тектонического развития территории на инженерно-геологические особенности скальных грунтов.
Г. А. Голодковская участвовала в ряде инженерно-геологических экспедиций в различных регионах России: возглавляла партию в составе Волжско-Камской экспедиции (1952—1955); работала в комплексной Амурской экспедиции (1957—1960); возглавляла Красноярскую инженерно-геологическую экспедицию (1960—1965); длительное время была научным руководителем Норильской экспедиции (1965—1990) кафедры. Также Г. А. Голодковская участвовала в совместных научных исследованиях с кафедрой инженерной геологии университета имени Я. А. Коменского в Братиславе.
На геологическом факультете МГУ она создала и в течение многих лет читала лекционные курсы: «Инженерная геология СССР», «Региональная инженерная геология», «Инженерная геология месторождений полезных ископаемых», «Охрана окружающей среды», «Основы геоэкологии» и др. Кроме того, она читала лекции в Варшавском ун-те и Фрайбергской горной академии, За долгие годы работы на кафедре Г. А. Голодковской была подготовлена школа учеников инженер-геологов, защитивших под её руководством кандидатские диссертации, среди которых: Ю. А. Серёгина (1964), Л. В. Шаумян (1969), Н. Х. Виткина (1971), Л. Ф. Соколова (1973), В. М. Ладыгин (1974), В. Д. Пометун (1975), М. А. Махфуз (1975), Г. В. Алексеев (1978), Л. Л. Панасьян (1979), Д. З. Кочев (1979), Е. П. Труфманова (1982), В. И. Бехер (1982), С. И. Петренко (1982), М. Б. Куринов (1984), Н. А. Мунир (1986), Т. К. Кудеков (1987), В. Н. Широков (1988), Х. О. Арифов (1990), В. В. Бабак (1991), М. Н. Егорычева (1997) и др.
Г. А. Голодковская неоднократно избиралась членом Ученого совета геологического ф-та МГУ, работала в составе многих научных комиссий различных министерств; была членом Научного совета АН СССР по инженерной геологии и гидрогеологии (с 1981), Научного совета РАН по инженерной геологии, гидрогеологии и геокриологии, членом экспертной комиссии ВАК СССР, членом МАИГ, членом рабочей комиссии по инженерно-геологическому картированию МАИГ (1972), членом ряда специализированных советов по защите кандидатских и докторских диссертаций при геологическом ф-те МГУ и др.
Автор около 200 научных работ, в том числе ряда учебников и учебных пособий.
Похоронена в Москве на Донском кладбище.

## Избранные труды
- Голодковская Г. А., Сергеев Е. М. Опыт инженерно-геологического районирования долины верхнего Амура // Советская геология. — 1962. — № 3. — С. 119—127.
- Голодковская Г. А., Демидюк Л. М., Шаумян Л. В. Инж.-геол. исследования при разведке месторождений полезн. ископаемых. — М.: Изд-во МГУ, 1975. — 180 с.
- Golodkovskaya G.A., Dearman W.R., Matula M. Engineering geological maps. — Paris: UNESCO Press, 1976. — 80 p.
- Голодковская Г. А. Инж.-геол. картирование в связи с охраной геол. среды // Вопросы инж. геологии и грунтоведения. — М.: Изд-во МГУ, 1978. — С. 135—144.
- Сергеев Е. М., Голодковская Г. А., Терешков Г. М., Бахирева Л. В., Епифанова О. П., Куликова З. В. Карты изменения геол. среды как основа региональных инж.-геол. прогнозов // Вестн. МГУ: сер. 4. геол. — 1978. — № 5. — С. 3-13.
- Голодковская Г. А. Принципы инж.-геол. типизации месторождений полезных ископаемых // Вопр. инж. геол. и грунтоведения. — М.: Изд-во МГУ, 1983. — Вып. 5. — С. 355—369.
- Грунтоведение / Под ред. Е. М. Сергеева, (в соавт.). — 3-е изд. — М.: Изд-во МГУ, 1971. — 595 с.
  - 5-е изд. — 1983. — 392 с.
- Голодковская Г. А., Демидюк Л. М., Шаумян Л. В. Методические рекомендации к составлению инж.-геол. карт при разведке месторождений полезных ископаемых. — М.: Изд-во МГУ, 1983. — 50 с.
- Голодковская Г. А., Лебедева Н. И. Инженерно-геологическое районирование территории г. Москвы // Инженерная геология. — 1984. — № 3. — С. 48-61.
- Теоретические основы инженерной геологии. Геол. основы / Под ред Е. М. Сергеева (отд. главы). — М.: Недра, 1985. — 332 с.
- Голодковская Г. А., Матула М., Шаумян Л. В. Инженерно-геологическая типизация скальных массивов. — М., 1987. — 270 с.
- Голодковская Г. А., Лебедева Н. И. Научно-методические основы картирования изменений геол. среды Московского региона // Инж. геология сегодня: теория, практика, проблемы. — М.: Изд-во МГУ, 1988. — С. 42-61.
- Голодковская Г. А., Елисеев Ю. Б. Геологическая среда промышленных регионов. — М.: Недра, 1989. — 219 с.
- Голодковская Г. А., Елисеев Ю. Б. Инженерная геоэкология — период становления // Инженерная геология. — 1990. — № 3. — С. 81-15.
- Голодковская Г. А., Королёв В. А., Куринов М. Б. Методологические основы оценки эколого-геологического состояния территорий промышленных регионов // Геология 2. («Университеты России») / Ред. колл.: А. Н. Тихонов, В. А. Садовничий и др. — М.: Изд-во МГУ, 1995. — С. 102—108.
- Москва: геология и город / Гл. ред. В. И. Осипов, О. П. Медведев (в соавт. отд. главы) — М.: Московские учебники и Картография, 1997. — 400 с.

## Награды
Награждена медалями «За доблестный труд в ознаменование 100-летия со дня рождения В. И. Ленина», «Ветеран труда», «850-летие г. Москвы» (1997), Почётной грамотой Президиума Верховного Совета РСФСР.
Лауреат Государственной премии СССР (1988), премии мэрии Москвы в области охраны окружающей среды (2002), Государственной научной стипендии «Выдающиеся ученые России» (1995), Заслуженный деятель науки РФ (1993) и др.